# Вака, Эддер
Э́ддер Хавье́р Ва́ка Ки́нде (исп. Edder Javier Vaca Quinde; 25 декабря 1985, Гуаякиль) — эквадорский футболист, полузащитник.

## Карьера

### Клубная
Эддер Вака начал карьеру футболиста в третьем дивизионе чемпионата Эквадора в клубе «Рокафуэнте», где выступал до 2004 года. Затем Эддер перешёл в наиболее титулованную команду Гуаякиля, «Барселону», на правах аренды. Однако он не смог закрепиться в основе клуба из высшего эшелона и довольно часто выступал за молодёжный состав (до 20 лет). В 2005 году Вака также на правах аренды выступал в «Эмелеке», но и там он очень редко играл за основу. Во второй половине года Вака был отдан «Эль Насьоналю», за основу которого так и не дебютировал.
В 2006 году Эддер Вака помог команде «Депортиво Асогес» добыть путёвку из Серии B в высший дивизион эквадорского клубного футбола. В 2007 году Вака провёл лучший для себя в карьере сезон в составе «Депортиво Кито». Полузащитник отдал множество голевых передач и сам отметился 8-ю забитыми голами в чемпионате Эквадора.
В межсезонье Эддер Вака перешёл в ЛДУ Кито. За «Лигу» Вака выступал преимущественно в играх национального первенства (6 голов в 13 матчах), но также он сыграл и 5 матчей в Кубке Либертадорес 2008 года, который впервые в истории выиграла эквадорская команда. Вака в этом розыгрыше в основном выходил на замену. Он отметился результативным ударом в послематчевой серии пенальти против аргентинского «Сан-Лоренсо де Альмагро» в четвертьфинале турнира. В финальных матчах Вака участия не принимал, однако был в заявке команды на первую игру, которую ЛДУ выиграл у «Флуминенсе» со счётом 4:2.
В 2010 году Эддер Вака выступал за «Индепендьенте Хосе Теран». В 2011 году стал игроком Серии A чемпионата Эквадора ЛДУ Лоха.

### В сборной
18 января 2007 года Вака дебютировал в товарищеском матче сборной Эквадора против Швеции. В первой же игре он отметился голом на 16-й минуте, а Эквадор выиграл со счётом 2:1. Вторую игру за «трёхцветных» Эддер Вака провёл 22 августа того же года, выйдя на замену вместо Эдисона Мендеса на 82-й минуте товарищеского матча против сборной Боливии (1:0). Свой последний матч за сборную Вака провёл 8 сентября 2007 года, выйдя на замену на 68-й минуте в товарищеской игре против сборной Сальвадора (5:1).

## Титулы и достижения
- Чемпион Эквадора в Серии B (2): 2006
- Обладатель Кубка Либертадорес (1): 2008